# ららぽーと横浜

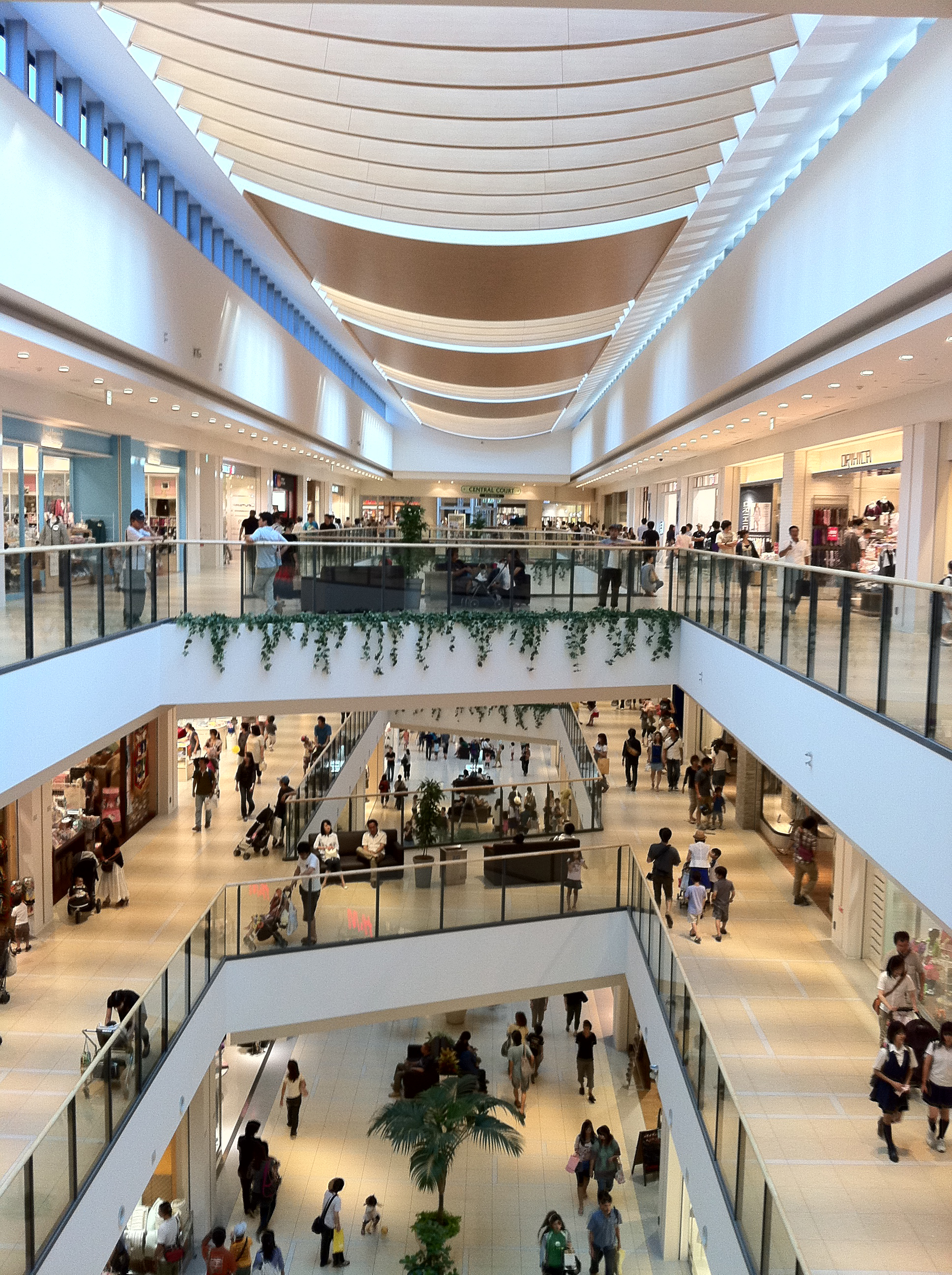
ららぽーと横浜セントラルコート

ららぽーと横浜（ららぽーとよこはま）は、神奈川県横浜市都筑区池辺町に所在する三井不動産商業マネジメント運営のショッピングセンターである。

## 概要
JR横浜線鴨居駅から至近で、第三京浜道路港北ICと東名高速道路横浜青葉ICからも近い、敷地面積102,000m2の日本電気 (NEC) 横浜事業場（2005年5月に閉鎖後、川崎市中原区のNEC玉川ルネッサンスシティに移転）跡地に、三井不動産による大型マンション「パークシティLaLa横浜」（同マンションは明豊エンタープライズと共同事業)との複合開発として建設され、2007年3月15日に開業した。本施設の開業は「平成19年横浜市10大ニュース」1位に選ばれ400票中211票を獲得した。
本施設は港北ニュータウンを後背に臨み、中心市街地では実現困難なモータリゼーションに対応した広域的な集客力を有する大規模複合施設として構想された。しかし、工業地域ではシネマコンプレックスを建設することが出来ないため、行政側と協議の結果、街づくりの観点から都市計画提案制度が採用された。これによって、敷地内の外周部に遊歩道の敷設、また敷地独自の壁面線と高さ制限の設定が可能となった。
本施設は3層で構成され、開業当初は大丸とイトーヨーカドーが同時出店して注目を集めた。しかし、高級食料品を中心に販売を行っていた大丸ららぽーと横浜店は、採算ベースに乗らなかった為、2013年1月31日を以って撤退した。また同年秋までに施設の約半数にあたる133店舗を入れ替える大規模リニューアルを三井不動産が実施した。
2019年（平成31年）2月12日、三井不動産は6年ぶり2度目の大規模リニューアルすることを決定したと発表し、同年3月19日から新規・改装店舗が順次オープン、4月19日までの1か月間に全53店舗（新店：40店舗、改装：13店舗）がオープンした。
原則として年中無休で営業しているが、不定期に休館日がある。

## 主な店舗
イトーヨーカドー、ハンズ、神奈川県内最大級の13スクリーンを有するTOHOシネマズをメインに、ノジマなど約270のテナントが出店している。なお、マザー牧場（スイーツ等を販売）は神奈川県内初出店である。

### TOHOシネマズららぽーと横浜
TOHOシネマズ ららぽーと横浜（トウホウシネマズ ららぽーとよこはま）は、3階にあるシネマコンプレックス。開館当時は13スクリーン・座席数2,366席（車椅子席を含む）と、神奈川県内最大の映画館だった。
60cm幅のスーパーハイバックシート（頭まで包み込む大型の座席）を全席導入（神奈川県内のサイトでは初）。
2007年3月にはフランス映画祭の会場の1つとなった。また、「ららぽーと」と共催のららヨコハマ映画祭2007を開催。
2022年8月6日、スクリーン3で上映された『ONE PIECE FILM RED』で上映トラブルが発生し、ネットニュースなどで取り上げられるほどの事態となった。

#### スクリーン
2016年12月に「IMAXデジタルシアター（12.1ch）」をスクリーン3に導入。 
開館当初プレミアスクリーンが存在したが、現在はスクリーン13として改装されている。
| TOHOシネマズ ららぽーと横浜のスクリーン | TOHOシネマズ ららぽーと横浜のスクリーン | TOHOシネマズ ららぽーと横浜のスクリーン | TOHOシネマズ ららぽーと横浜のスクリーン | TOHOシネマズ ららぽーと横浜のスクリーン | TOHOシネマズ ららぽーと横浜のスクリーン |
| スクリーン                              | 座席数                                  | 車椅子                                  | スクリーン サイズ（m）                  | 音響設備                                | その他設備                              |
| --------------------------------------- | --------------------------------------- | --------------------------------------- | --------------------------------------- | --------------------------------------- | --------------------------------------- |
| SCREEN 1                                | 309                                     | 2                                       | 6.2×14.9                                | Dolby 5.1ch                             | -                                       |
| SCREEN 2                                | 126                                     | 2                                       | 3.7×9.0                                 | Dolby 5.1ch                             | -                                       |
| SCREEN 3                                | 371                                     | 2                                       |                                         | IMAX12.1ch                              | IMAXデジタルシアター                    |
| SCREEN 4                                | 113                                     | 2                                       | 3.4×8.0                                 | Dolby 5.1ch                             | -                                       |
| SCREEN 5                                | 126                                     | 2                                       | 3.5×8.5                                 | Dolby 5.1ch                             | -                                       |
| SCREEN 6                                | 205                                     | 2                                       | 3.9×9.5                                 | Dolby 5.1ch                             | -                                       |
| SCREEN 7                                | 187                                     | 2                                       | 4.1×9.8                                 | Dolby 5.1ch                             | -                                       |
| SCREEN 8                                | 211                                     | 2                                       | 5.2×12.4                                | Dolby 5.1ch                             | -                                       |
| SCREEN 9                                | 115                                     | 2                                       | 3.4×8.0                                 | Dolby 5.1ch                             | -                                       |
| SCREEN 10                               | 105                                     | 2                                       | 3.5×8.3                                 | Dolby 5.1ch                             | -                                       |
| SCREEN 11                               | 125                                     | 2                                       | 3.8×9.1                                 | Dolby 5.1ch                             | -                                       |
| SCREEN 12                               | 242                                     | 2                                       | 4.4×10.5                                | Dolby 5.1ch                             | -                                       |
| SCREEN 13                               | 204                                     | 2                                       | 4.2×10.2                                | Dolby 5.1ch                             | -                                       |

## アクセス

### 鉄道
- JR横浜線 鴨居駅北口より徒歩7分。

### バス
「ららぽーと横浜」停留所
- 横浜市営バス28系統（中山駅北口 - 新羽駅）

「ららぽーと横浜西」停留所（徒歩5分）
- 横浜市営バス124系統（センター南駅 - 緑車庫・笹山団地中央）

かつては鴨居駅から無料のシャトルバス（横浜交通開発100系統）が運行されていたが、2022年3月31日をもって廃止された。

### 自動車
- 緑産業道路沿い
- 第三京浜道路
  - 都筑IC、港北IC
- 東名高速道路
  - 横浜青葉IC
- 保土ヶ谷バイパス
  - 本村IC、下川井IC

### 備考
1. ↑  2021年8月現在では『横浜ブルク13』の方が座席数が多く2,423席（車椅子席を含む）と県内最多であるが、スクリーン数はタイ[9]。